# الزعیم (فلسطین)
الزعیم روستایی در فلسطین است.